# Rollingstone (Minnesota)
Rollingstone è una città degli Stati Uniti d'America, situata in Minnesota, nella contea di Winona.